# دائرة شريانية دماغية
الدَّائِرَةُ الشِّرْيانِيَّةُ الدِّمَاغِيَّة أو دائرة ويليس (بالإنجليزية: Circle of Willis)‏ هي دائرة شرايين تزوّد الدماغ بالدم. يعود اسم دائرة الشرايين هذه للطبيب الإنجليزي توماس ويليس (1621-1675).
دائرة ويليس (تُدعى أيضًا حلقة ويليس، أو الدائرة الشريانية الدماغية أو مضلع ويليس) هي مفاغرة وعائية مسؤولة عن التروية الدموية للدماغ والبنى المحيطة به لدى كل من الزواحف، والطيور والثدييات، بما في ذلك الإنسان. ترجع تسمية دائرة ويليس إلى الطبيب الإنكليزي توماس ويليس (1621-1675).

## البنية
تشكل دائرة ويليس جزءًا من الدورة الدموية الدماغية وتتكون من الشرايين التالية:
- الشريان المخي الأمامي (الأيمن والأيسر)
- الشريان الموصل الأمامي
- الشريان السباتي الباطن (الأيمن والأيسر)
- الشريان المخي الخلفي (الأيمن والأيسر)
- الشريان المخي الموصل الخلفي (الأيمن والأيسر)

لا تُعد الشرايين المخية الوسطى، التي تزود التروية الدموية للدماغ، جزءًا من دائرة ويليس.

### منشأ الشرايين
ينشأ الشريان السباتي الباطن بشقيه الأيمن والأيسر من الشريان السباتي الأصلي الأيمن والأيسر على التوالي.
يمكن اعتبار الشريان المخي الموصل الخلفي أحد فروع الشريان السباتي الباطن قبل انقسامه إلى فرعيه النهائيين – الشريان المخي الأمامي والأوسط. يشكل الشريان المخي الأمامي الجزء الأمامي الوحشي من دائرة ويليس، بينما لا يمتلك الشريان الدماغي الأوسط أي دور في هذه الدائرة.
ينشأ الشريان المخي الخلفي الأيمن والأيسر من الشريان القاعدي، الذي يتكون بدوره من الشريانين الفقريين الأيمن والأيسر. ينشأ الشريانان الفقريان من الشرايين تحت الترقوة.
يربط الشريان الموصل الأمامي الشريانين المخيين الأماميين ومن الممكن القول إن منشأه عائد إلى أحد الجانبين، الأيمن أو الأيسر.
تمتلك جميع الشرايين المذكورة فروعًا قشرية وأخرى مركزية. تتولى الفروع المركزية مهمة التروية الدموية للجزء الأمامي من دائرة ويليس، على وجه التحديد، الحفرة بين السويقتين. ترجع تسمية الفروع القشرية إلى المناطق التي تزودها بالتروية الدموية. لا تخضع هذه الفروع للنقاش المباشر هنا نظرًا إلى عدم وجود أي دور لها في دائرة ويليس.

### التنوع
يمكن ملاحظة العديد من التنوعات التشريحية في دائرة ويليس. وفقًا لإحدى الدراسات التي ضمت 1413 دماغ مختلف، أمكن ملاحظة التشريح الكلاسيكي لدائرة ويليس فقط في 34.5% من الحالات. تتمثل إحدى أشكال التنوع الشائعة في تضيق الجزء الداني من الشريان المخي الخلفي مع ضخامة الشريان الموصل الخلفي من نفس الجانب، يتولى الشريان السباتي الباطن بالتالي مهمة التروية الدموية للمخ الخلفي؛ يُعرف هذا باسم الشريان المخي الموصل الخلفي الجنيني. يتمثل شكل آخر للتنوع التشريحي في ضخامة الشريان الموصل الأمامي، ما يسمح لشريان سباتي باطن مفرد بتولي مهمة التروية الدموية لكل من الشريانين المخيين الأماميين؛ يُعرف هذا باسم الشريان المخي الأمامي المفرد.

## الوظيفة
يُعتقد أن ترتيب شرايين الدماغ في دائرة ويليس مسؤول عن خلق فائض (بشكل مماثل للفائض المحقق هندسيًا) من الدوران الرادف للدورة الدموية الدماغية. في حال انغلاق جزء ما من الدورة أو تحدده (تضيقه) أو في حال انغلاق شريان مسؤول عن التغذية الدموية للدورة أو تضيقه، يستطيع التدفق الدموي الوارد من الأوعية الدموية الأخرى في غالبية الحالات الحفاظ على درجة كافية من التروية المخية وتجنب تطور أعراض نقص التروية.
مع ذلك، نظرًا إلى وجود دائرة ويليس في العديد من الأنواع الأخرى غير البشرية (الزواحف، والطيور والثدييات) بالإضافة إلى ارتباط التضيق الشرياني مع التقدم في السن ومع نمط الحياة البشري، اقتُرحت العديد من التفسيرات الأخرى الأكثر قابلية للتطبيق بشكل عام فيما يتعلق بوظيفة دائرة ويليس، مثل تثبيط موجات الضغط النبضي داخل الدماغ والمساهمة في إحساس الدماغ الأمامي بحالة فقدان الماء.

## مكونات الدائرة الشريانية الدماغية
تتألف دائرة ويليس من الشرايين التالية:
- الشريان المخي الأمامي (الأيمن والأيسر)
- الشِّرْيَان المُخِّيّ المُوَصِّل الأَمَامِيّ (Anterior Communicating Artery)
- الشريان السباتي الباطن (الأيمن والأيسر)
- الشريان المخي الخلفي (الأيمن والأيسر) (Posterior Cerebral Artery)
- الشِّرْيَان المُخِّيّ المُوَصِّل الخَلْفِيّ (الأيمن والأيسر)

## معرض صور

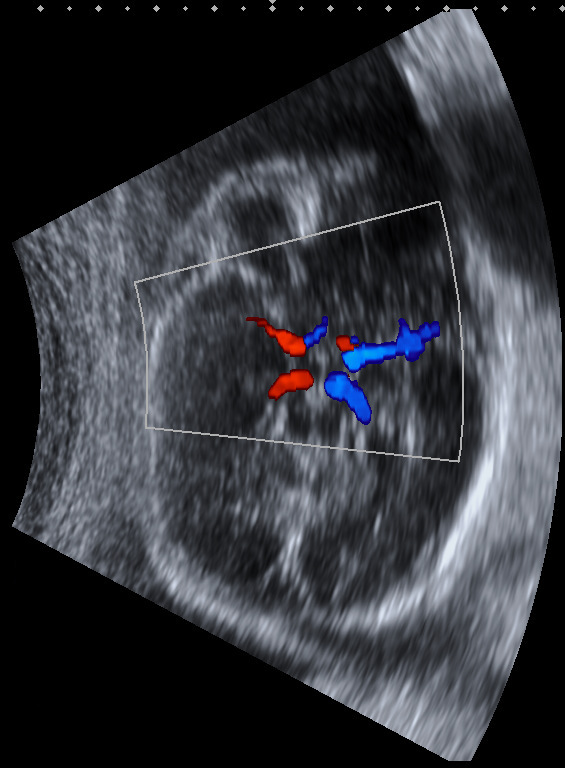
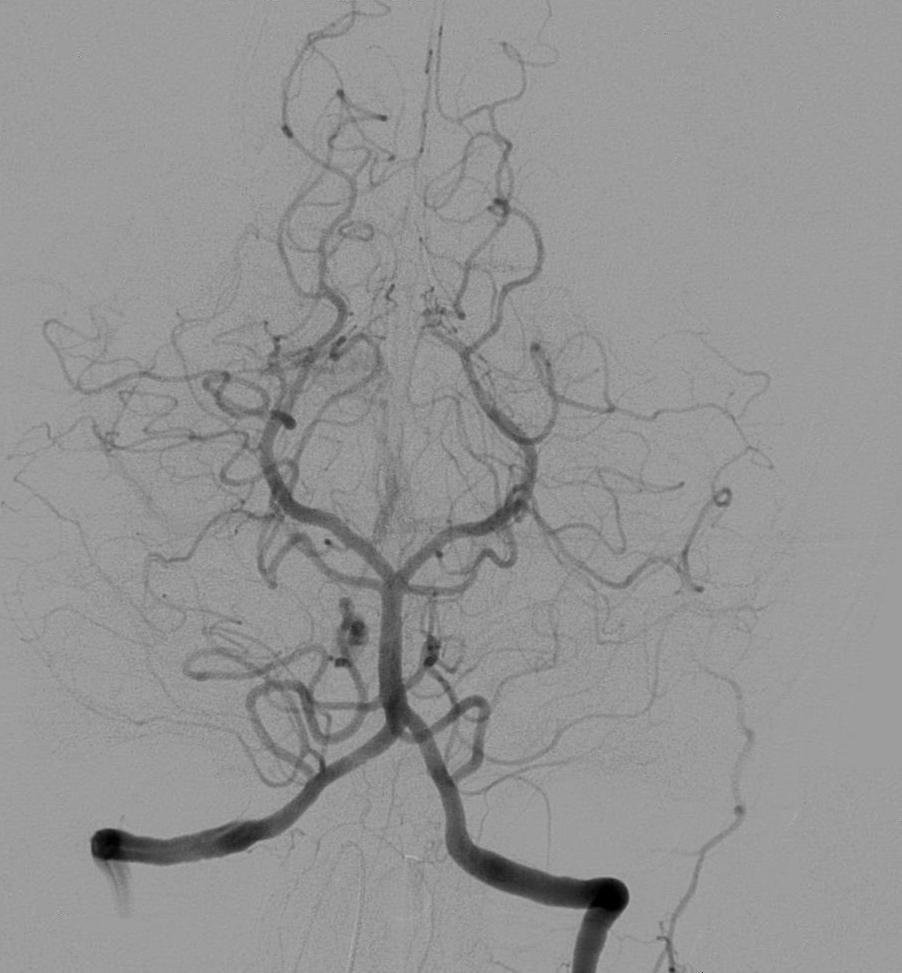
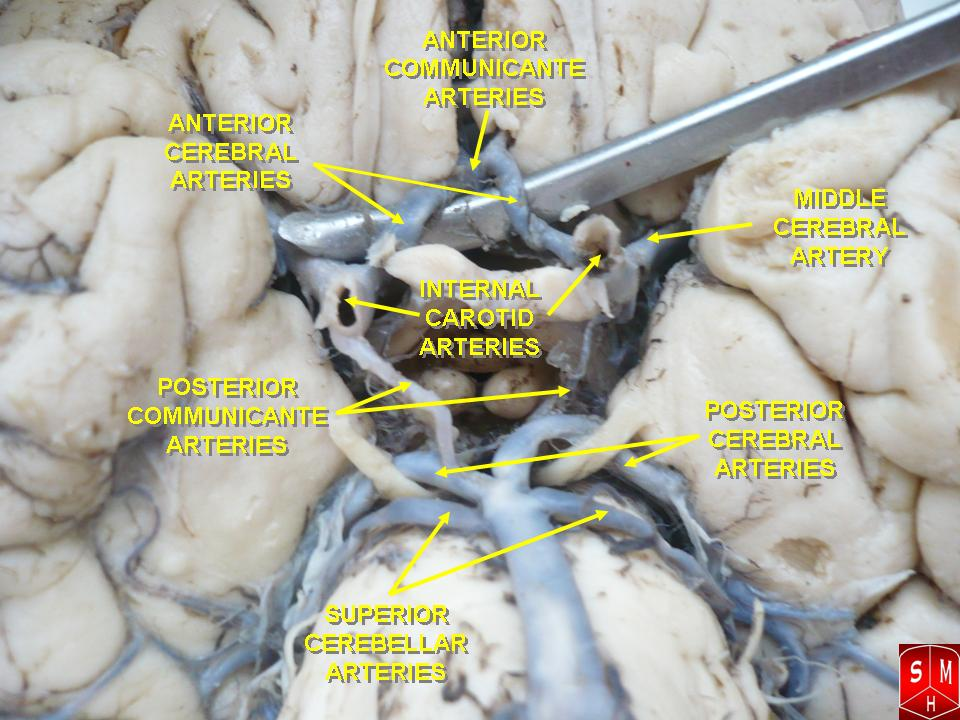
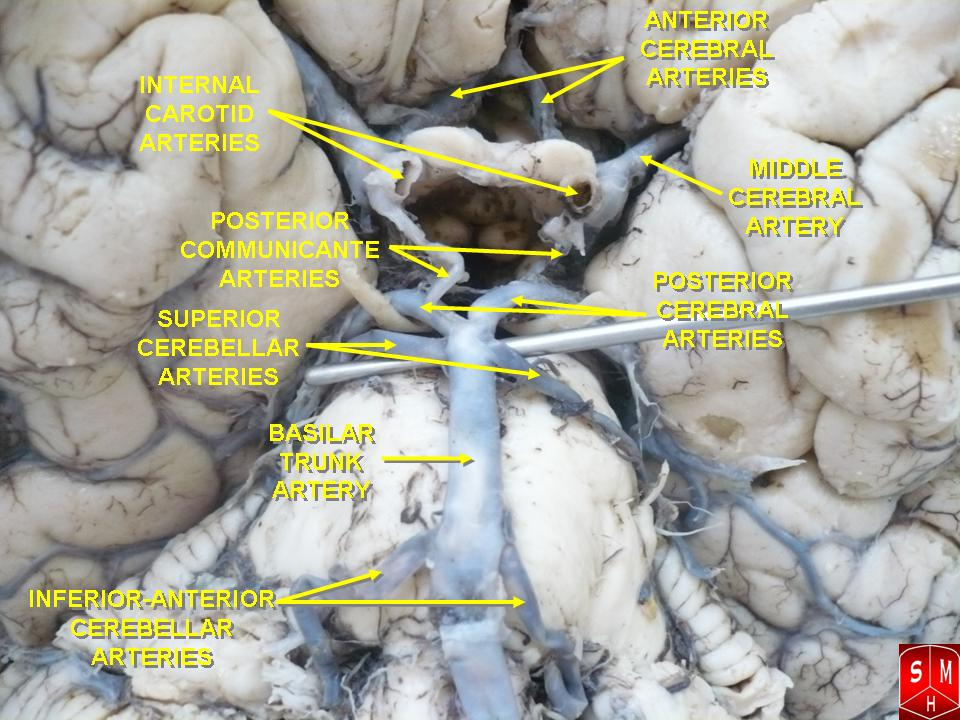